# Blodalunrot
Blodalunrot (Heuchera sanguinea) är en stenbräckeväxtart som beskrevs av Georg George Engelmann. Enligt Catalogue of Life ingår Blodalunrot i släktet alunrötter och familjen stenbräckeväxter, men enligt Dyntaxa är tillhörigheten istället släktet alunrötter och familjen stenbräckeväxter. Arten förekommer tillfälligt i Sverige, men reproducerar sig inte. Utöver nominatformen finns också underarten H. s. pulchra.

## Bildgalleri

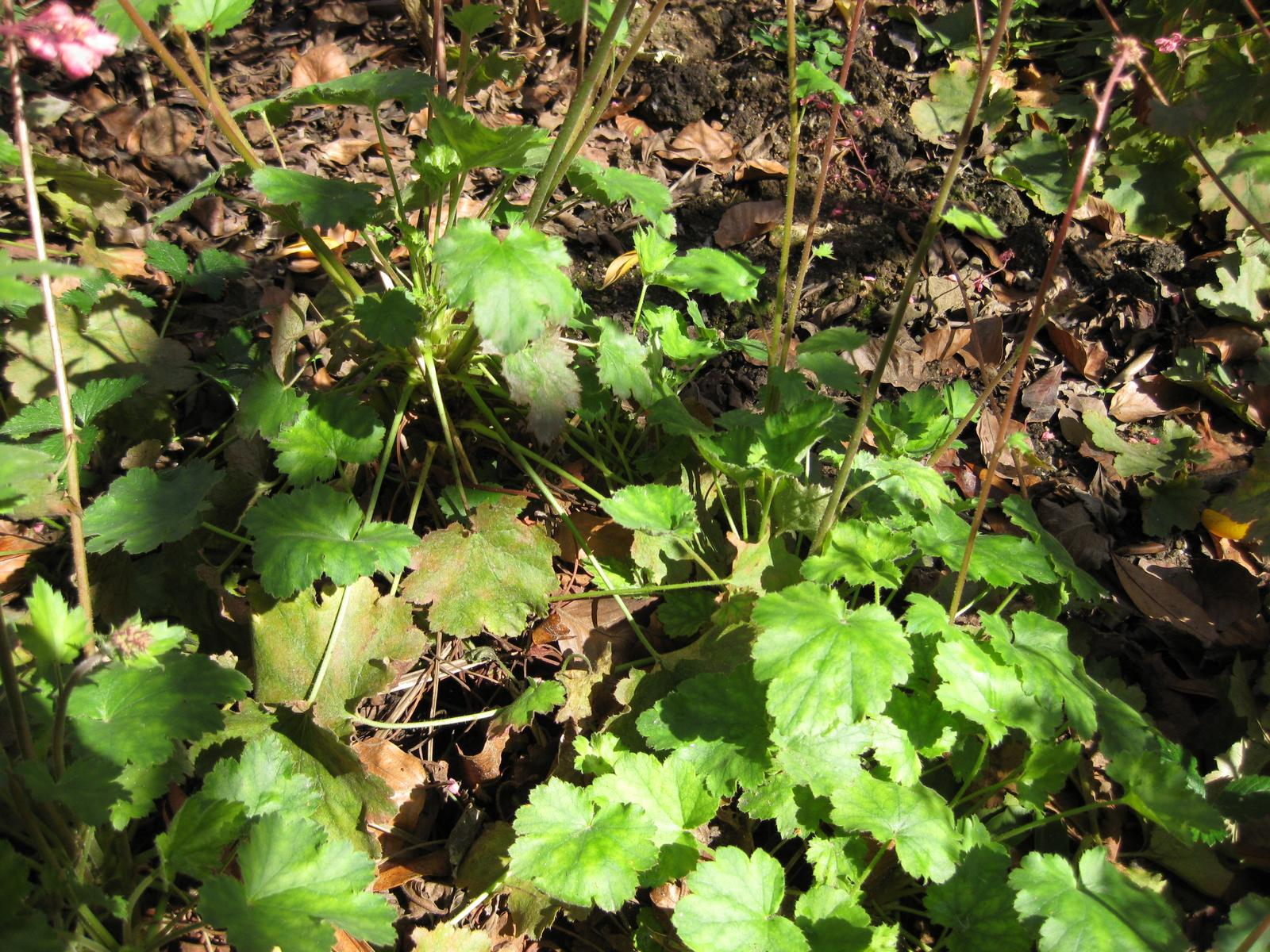
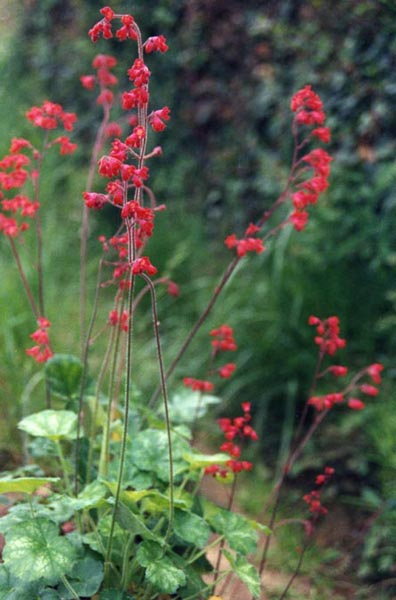
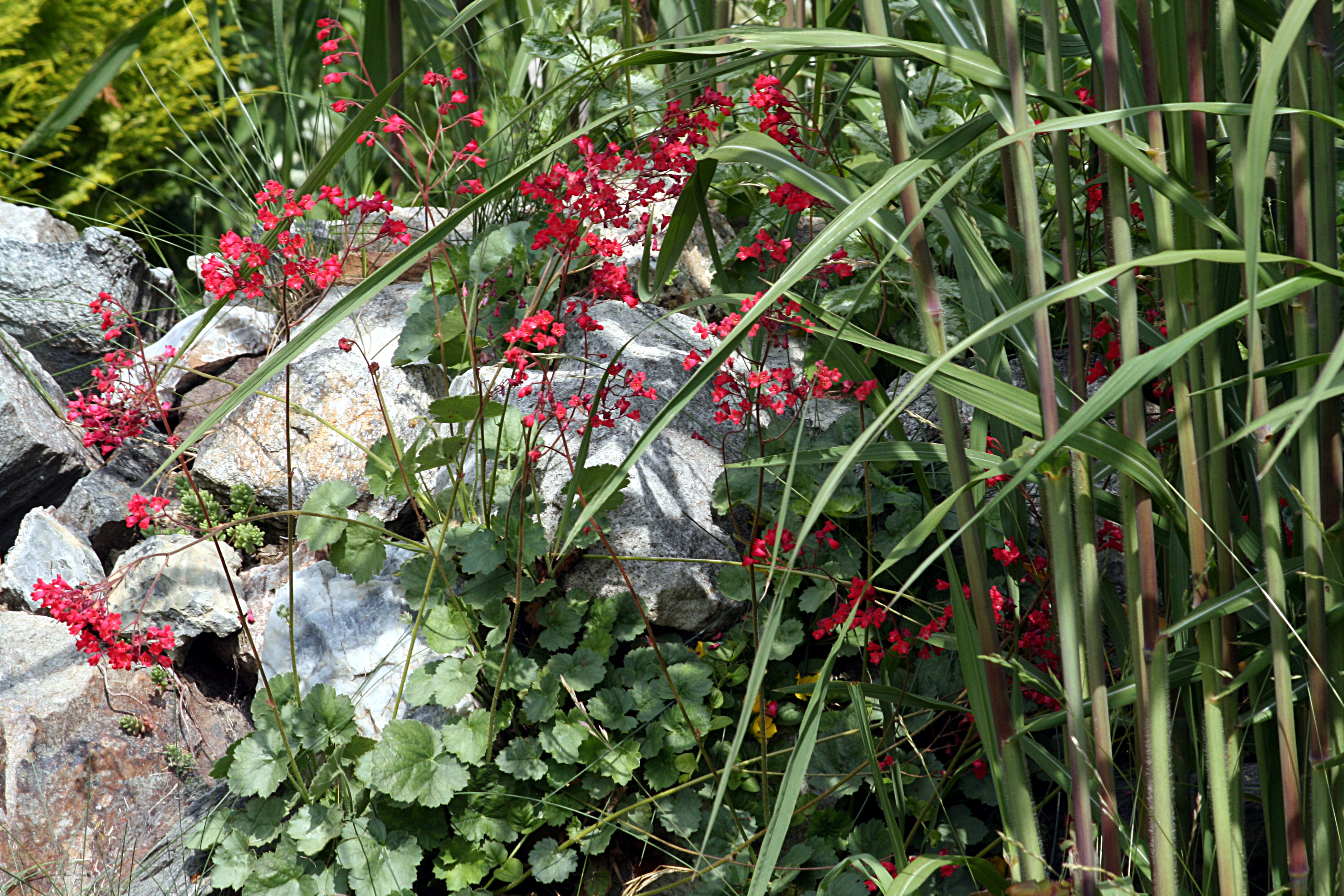
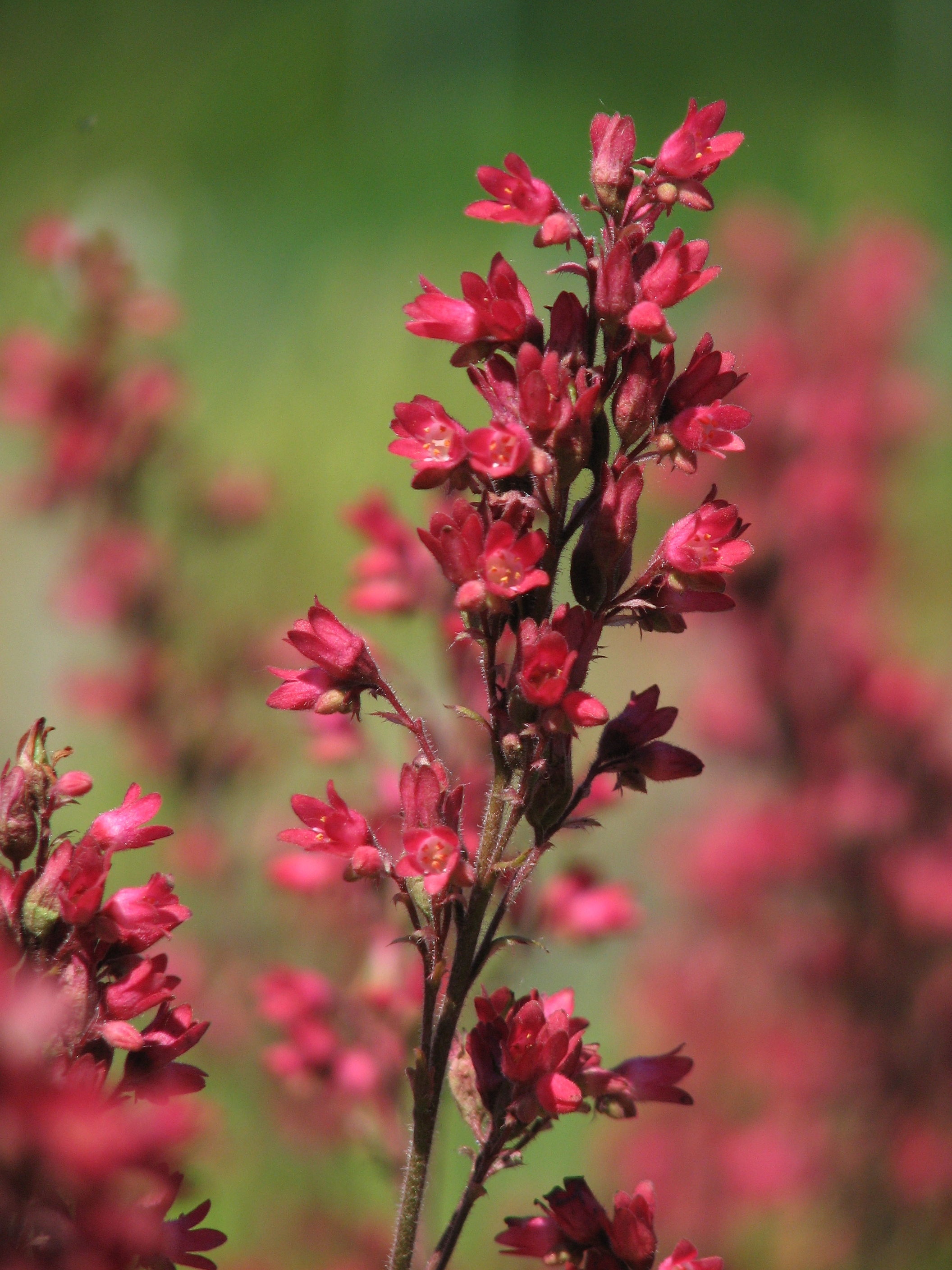
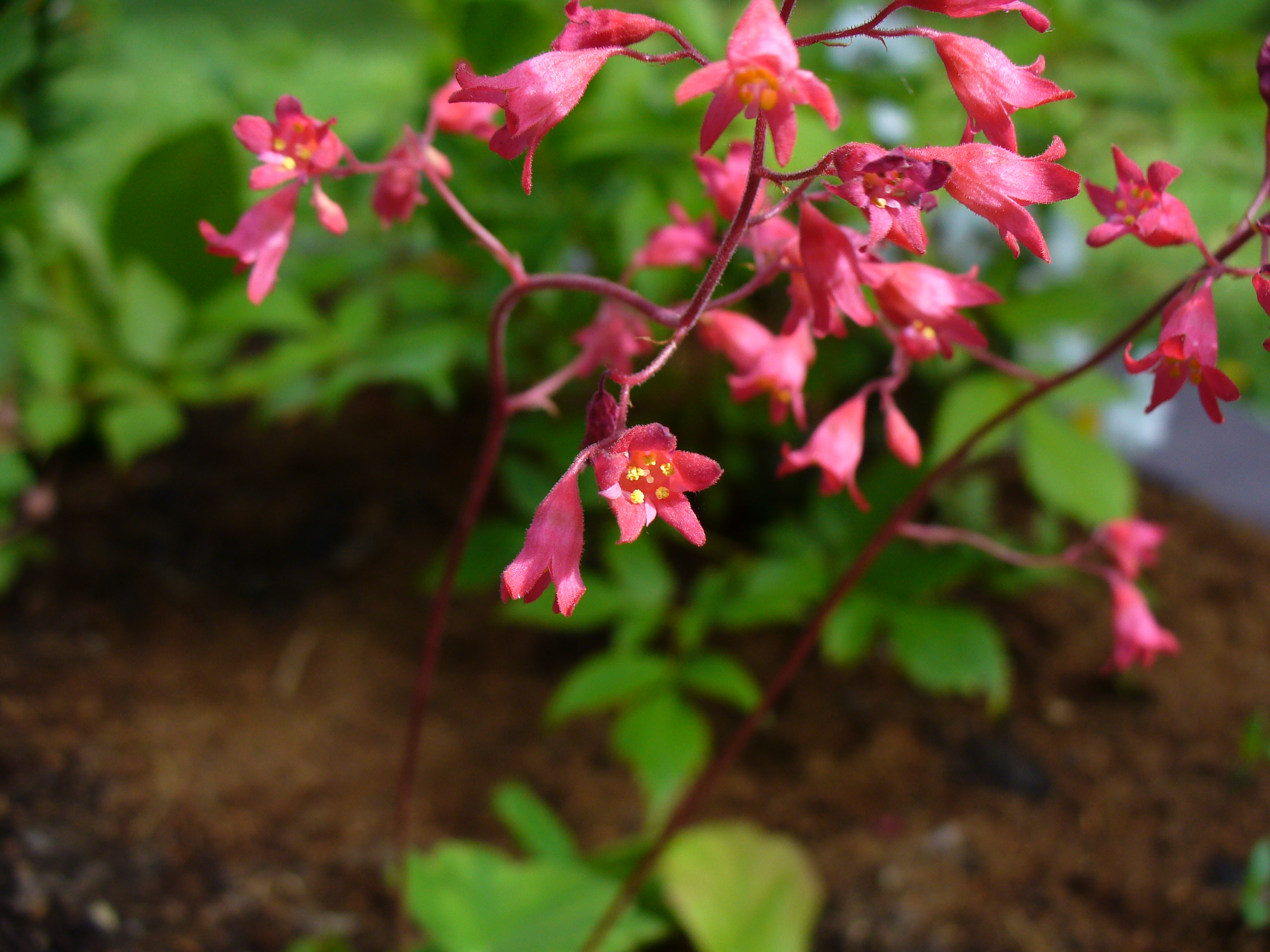
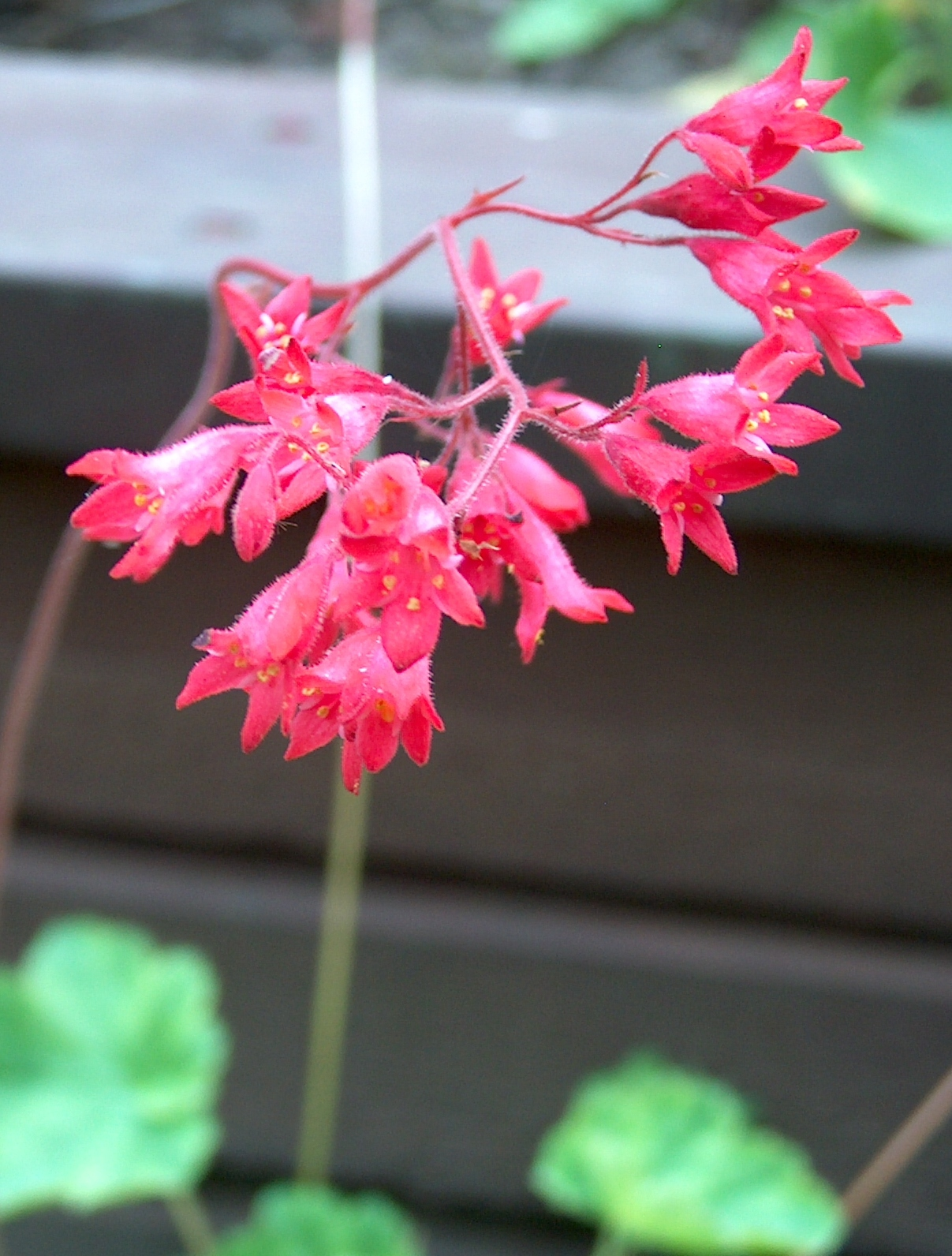